# 마티아 푸를라니
마티아 푸를라니(이탈리아어: Mattia Furlani, 2005년 2월 7일~)는 이탈리아의 육상 선수로 주 종목은 멀리뛰기이다. 2024년 하계 올림픽 남자 멀리뛰기 종목에서 동메달을 획득했다. 

## 개인사
누나인 에리카 푸를라니도 육상 선수이다.